# Hoplistopus
Hoplistopus é um gênero de mariposa pertencente à família Bombycidae.